# Hashima (quận)

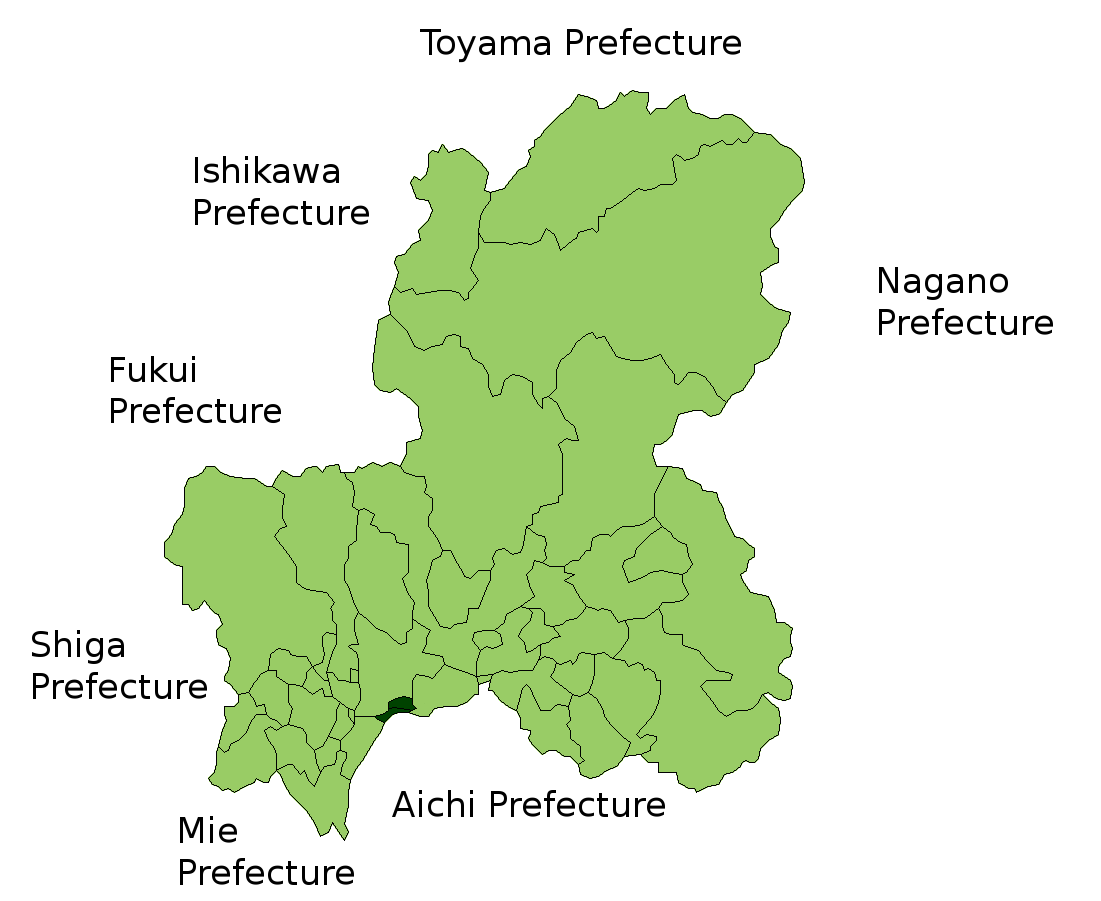
Vị trí của quận Hashima trong tỉnh Gifu

Hashima (羽島郡; -gun) là một quận nằm trong Gifu, Nhật Bản.
Tại thời điểm 2006, quận này có dân số ước tính khoảng 45.496 người và mật độ dân số khoảng 2.492 người trên km². Tổng diện tích là 18,26 km².

## Thị xã và làng
- Ginan
- Kasamatsu

## Sáp nhập
- Ngày 1/11/2004, thị xã Kawashima được sáp nhập vào thành phố Kakamigahara.
- Ngày 1/1/2006, thị xã Yanaizu sáp nhập vào thành phố tỉnh lỵ tỉnh Gifu, Gifu.